# Triten Norbutse

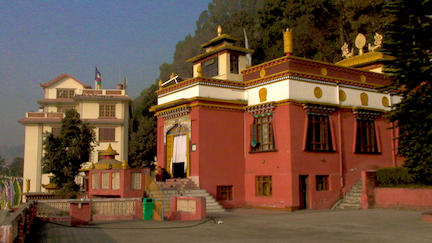
New Triten Norbutse, in Nepal

Triten Norbutse was een Tibetaans klooster uit de Tibetaanse religie bön. Het klooster bevond zich in het gebied van de huidige Chinese autonome regio U-Tsang in centraal Tibet.
Het klooster werd in de 14e eeuw gesticht door Shen Nyima Gyaltsen, een Nagpa uit de Shen-lijn. Hij was vooral bekend vanwege zijn tantrische bekwaamheid en zijn commentaren op de Ma Gyud van de moeder-tantra's. Het klooster bestond enkele eeuwen, werd door verschillende hoogwaardigheidsbekleders ondersteund en werd belangrijk geacht vanwege de praktijk van de Ma Gyud en de beschermer Sidpai Gaylmo van de rode muilezel.
Het klooster Triten Norbutse werd tijdens de Culturele Revolutie (1966-76) verwoest. Maar het werd opnieuw opgericht door de Chinese regering na de Culturele Revolutie, bij zijn oorspronkelijke plaats. Ondertussen hetzelfde klooster werd ook opnieuw opgericht in Nepal in 1977, door Lopön Tenzin Namdak van het Menri-klooster in India.